# Calvin Brackelmann
Calvin Marc Brackelmann (* 22. August 1999 in Lüneburg) ist ein deutscher Fußballspieler. Er steht beim Zweitligisten SC Paderborn 07 unter Vertrag und war Juniorennationalspieler.

## Karriere

### Verein
Nach seinen Anfängen in der Jugend des MTV Handorf, des MTV Treubund Lüneburg, des Hamburger SV, nochmals des MTV Treubund Lüneburg und von Hansa Rostock wechselte er im Winter 2017 in die Jugendabteilung des 1. FC Köln. Für seinen Verein bestritt er 26 Spiele in der A-Junioren-Bundesliga, bei denen ihm ein Tor gelang. Im Sommer 2018 wurde er in den Kader der zweiten Mannschaft in der Regionalliga West aufgenommen. Im Winter 2020 wechselte er ligaintern zur zweiten Mannschaft des FC Schalke 04. Aufgrund eines Kreuzbandrisses wurde sein auslaufender Vertrag am Ende der Saison nicht verlängert und er wurde vereinslos. Im Winter 2021 schloss er sich dann ligaintern dem SV Rödinghausen an. Nach zwei Ligaspielen wechselte er im Sommer 2021 in die Regionalliga Nord zum VfB Lübeck.
Im Sommer 2022 wechselte er zum Drittligisten FC Ingolstadt 04. Dort kam er auch zu seinem ersten Einsatz im Profibereich, als er am 23. Juli 2022, dem 1. Spieltag, beim 1:0-Heimsieg gegen die SpVgg Bayreuth in der Startformation stand.
Nach 28 Ligaspielen, bei denen ihm zwei Tore gelangen, wechselte er Ende August 2023 zum Zweitligisten SC Paderborn 07.

### Nationalmannschaft
Brackelmann bestritt in den Jahren 2016 und 2017 sechs Spiele für die U18-Nationalmannschaft und in den Jahren 2017 und 2018 drei Spiele für die U19-Nationalmannschaft des DFB.

## Erfolge
- SHFV-Pokal-Sieger: 2022